# Bentham Science Publishers
Bentham Science Publishers — це компанія, яка видає наукові, технічні та медичні журнали та електронні книги. Вона публікує понад 100 передплатних академічних журналів і близько 40 журналів з відкритим доступом.
Станом на 2021 рік 40 журналів Bentham Science отримали імпакт-фактори JCR, і вони є членами Комітету з етики публікацій.. Bentham Open, його відділ відкритого доступу, отримав критику за сумнівну практику рецензування, а також за спам-запрошення; його було зазначено як «потенційне, можливе чи ймовірне хижацьке видавництво наукового відкритого доступу» у списку хижацьких видавців Джеффрі Білла, перш ніж список припинив існування.